# Aus tiefer Not schrei' ich zu dir
Aus tiefer Not schrei' ich zu dir (in tedesco, "Dal profondo dell'angoscia a te grido") BWV 38 è una cantata di Johann Sebastian Bach.

## Storia
La cantata Aus tiefer Not schrei' ich zu dir venne composta nel 1724 e fu eseguita per la prima volta a Lipsia il 29 ottobre dello stesso anno per la XXI domenica dopo la Trinità. Il testo del primo e dell'ultimo movimento è di Martin Lutero, che lo ricavò dal salmo 130, mentre il testo dei restanti movimenti è di autore ignoto.

## Struttura
La cantata è composta per soprano solista, contralto solista, tenore solista, basso solista, coro, trombone I, II, III e IV, oboe I e II, violino I e II, viola e basso continuo ed è suddivisa in sei movimenti:
1. Coro: Aus tiefer Not schrei' ich zu dir, per tutti.
2. Recitativo: In Jesu Gnade wird allein, per contralto e continuo.
3. Aria: Ich höre mitten in den Leiden, per tenore, oboi e continuo.
4. Recitativo: Ach! Dass mein Glaube noch so schwach, per soprano e continuo.
5. Aria in terzetto Wenn meine Trübsal als mit Ketten, per soprano, contralto, basso e continuo.
6. Corale: Ob bei uns ist der Sünden viel, per tutti.